# Munkbosbeekvallei
De Munkbosbeekvallei of vallei van de Munkbosbeek is een natuurreservaat in de uitlopers van de Vlaamse Ardennen in Zuid-Oost-Vlaanderen (België). Het natuurgebied ligt op het grondgebied van de gemeentes Zottegem, Zwalm en Gavere. Het natuurgebied werd opgericht in 1993 en de verspreide percelen worden beheerd door de natuurvereniging Natuurpunt afdeling Zwalmvallei. De straten Munkbosstraat (Zottegem), Munckbos (Oosterzele), Munkbosstraat (Zwalm) en Munkbosstraat (Gavere) werden naar het bos en de beek genoemd.

## Landschap
Het natuurgebied ligt in de vallei van de Munkbosbeek (of Stampkotbeek), die door  door het licht heuvelende landschap kronkelt tussen de dorpen Velzeke-Ruddershove (de bron ligt in de omgeving van de Munkboshoeven en het Spiegeldriesbos of 'Munkbos'), Dikkele en Beerlegem. De beek wordt omgeven door akkers, bosjes en grasland. In het gebied komen meerdere hakhoutstoven voor. In 1999 plantte Natuurpunt langs de beek aan de Munkbosstraat (Zwalm) en Bochoute (Zottegem) een bos aan van es, zwarte els en zomereik. De beek stroomt ook door het bos van Kasteel Ten Bieze en mondt uit in de Schelde aan de brug tussen Nederzwalm en Zingem.

## Fauna en Flora

### Fauna
Het natuurgebied verschaft onderdak aan allerlei diersoorten. 
Zoogdierenrode eekhoorn
Vogelsgrote gele kwikstaart, steenuil, buizerd, wielewaal fazant.

### Flora
Men treft er populieren, haagbeuk, 
Op de graslanden van de Munkbosbeekvallei bloeit paarse schubwortel en echte koekoeksbloem. 

## Natuurbeleving
De Munkbosbeekvallei is vrij toegankelijk op de wandelpaden die het natuurgebied doorkruisen. Twee bewegwijzerde routes (blauw 5,9 km en rood 6,3 km) slingeren door het gebied.

## Afbeeldingen

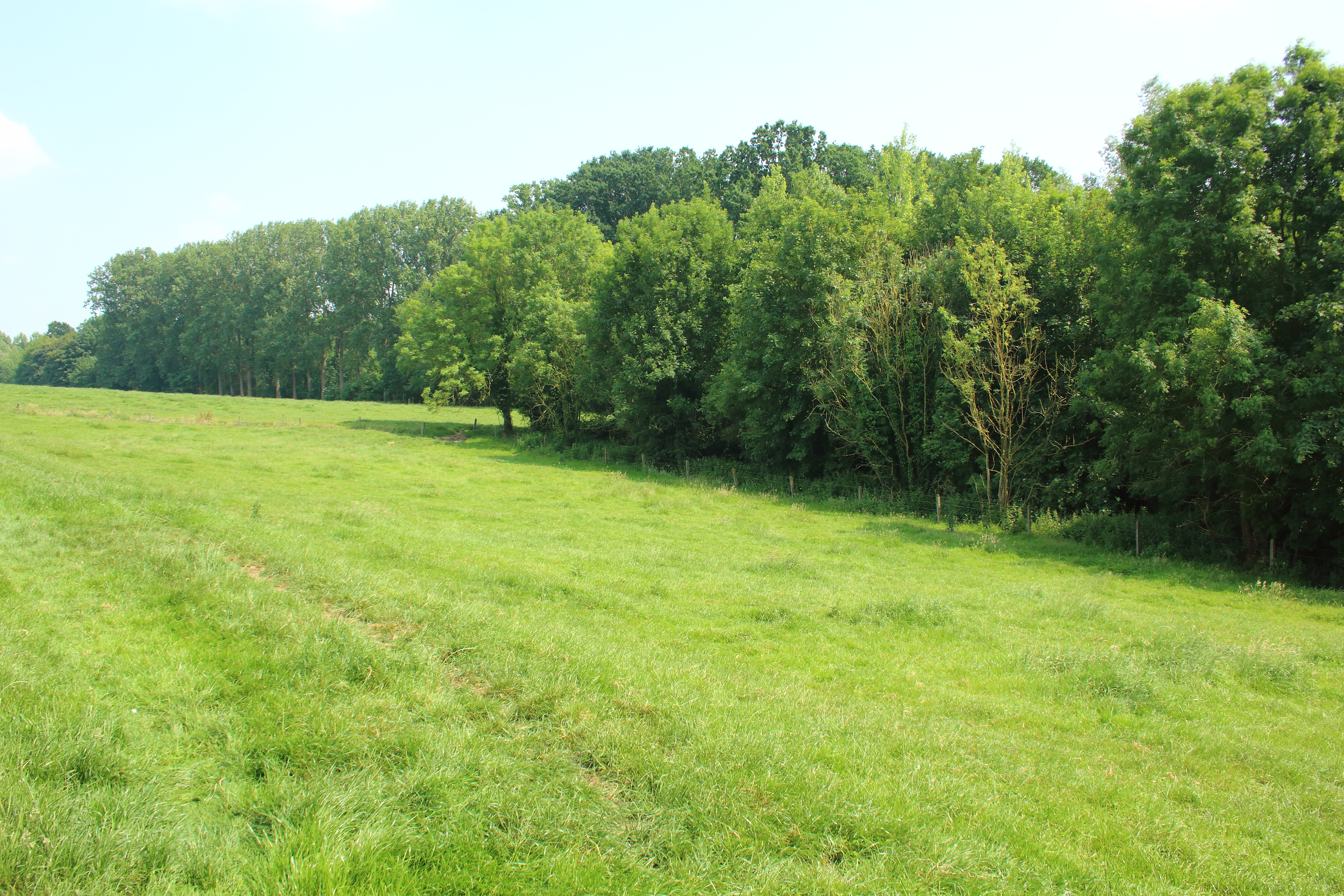
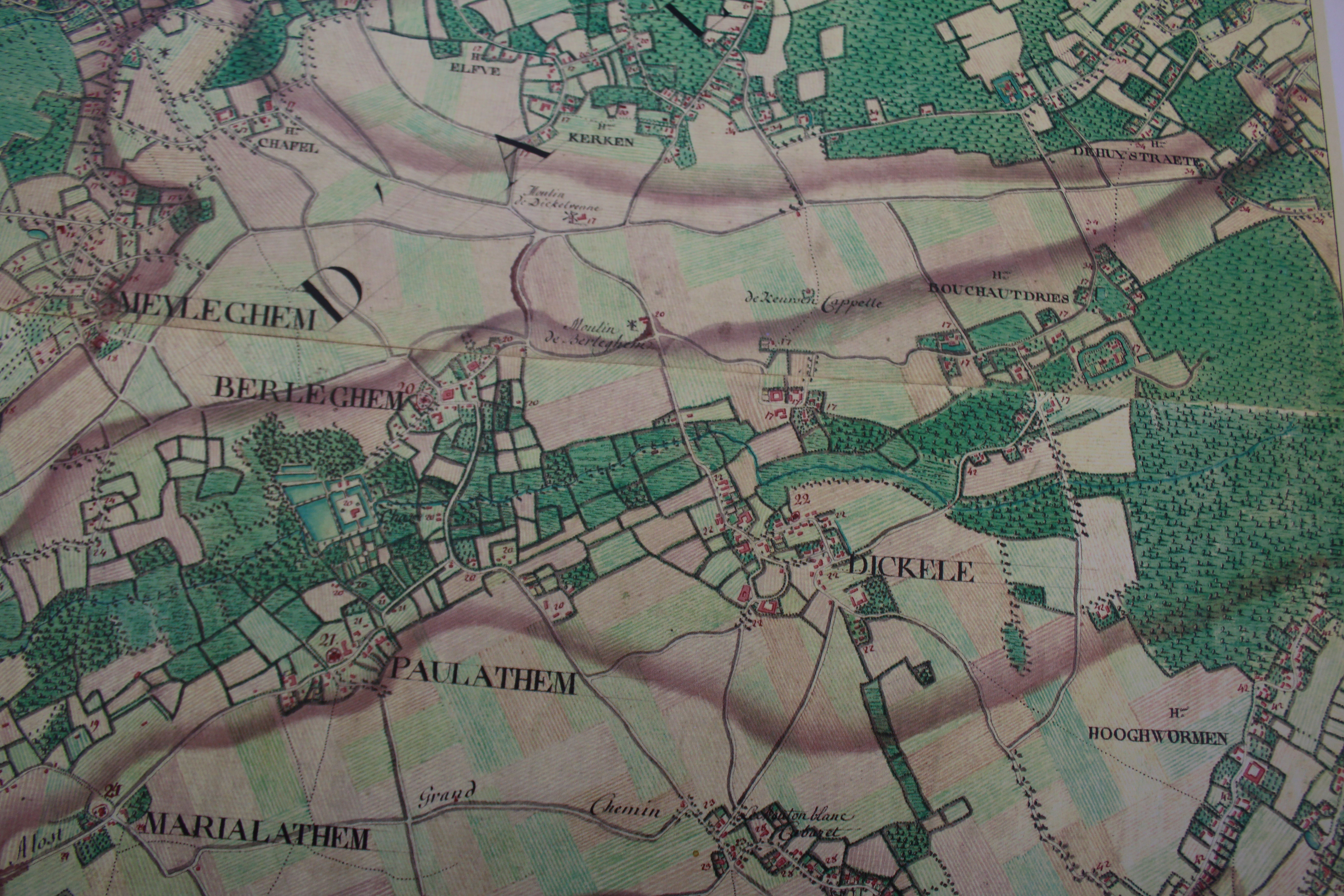
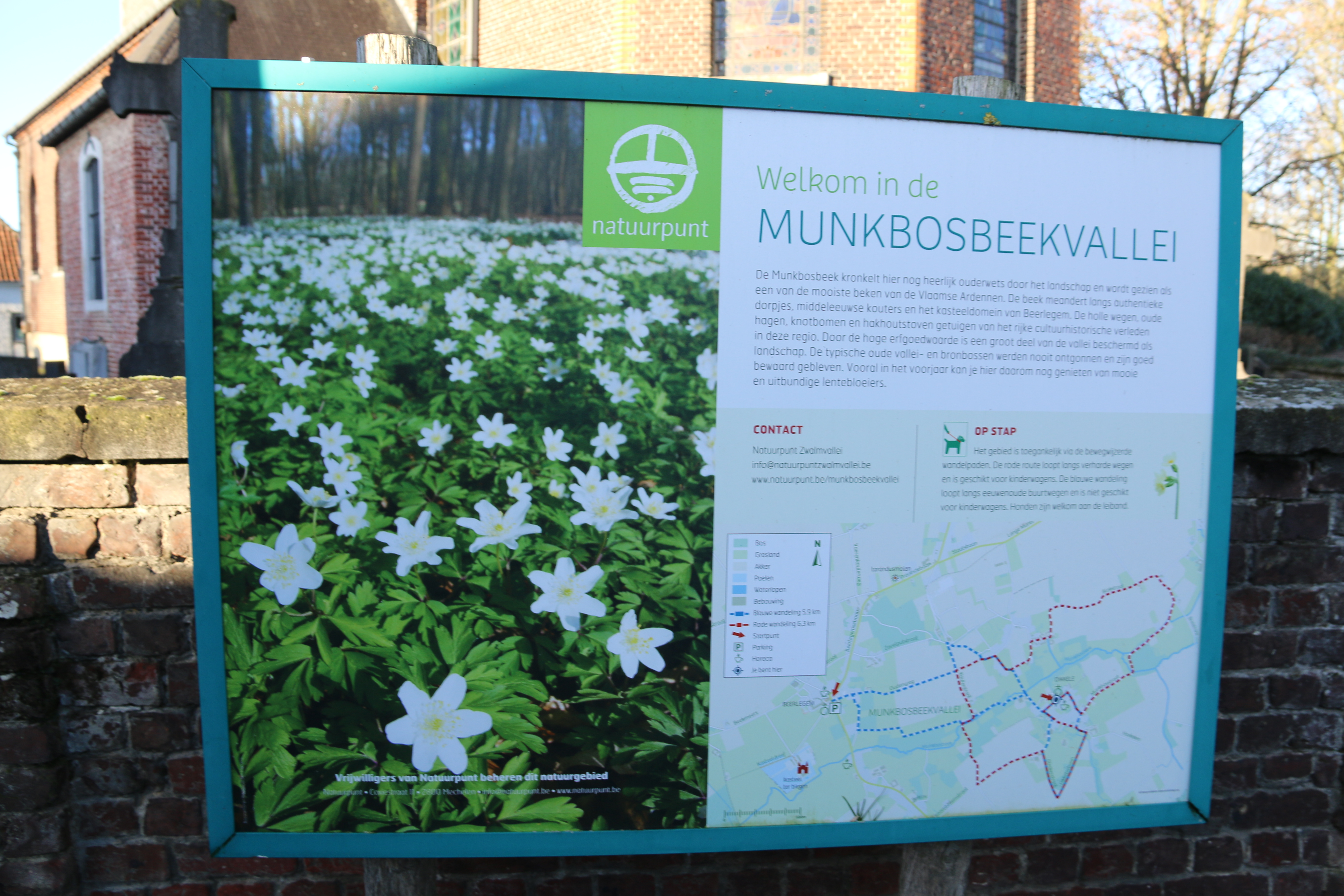
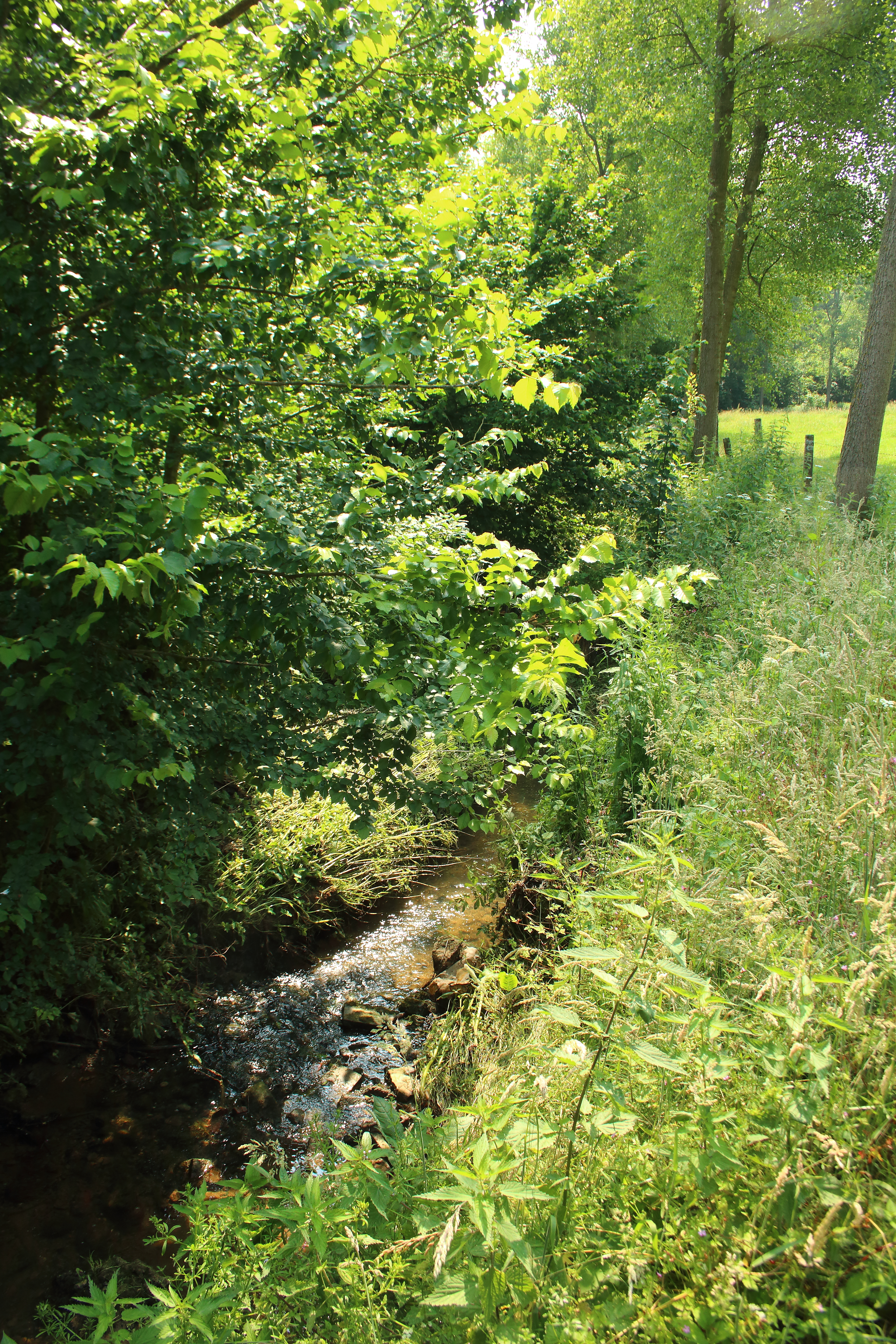
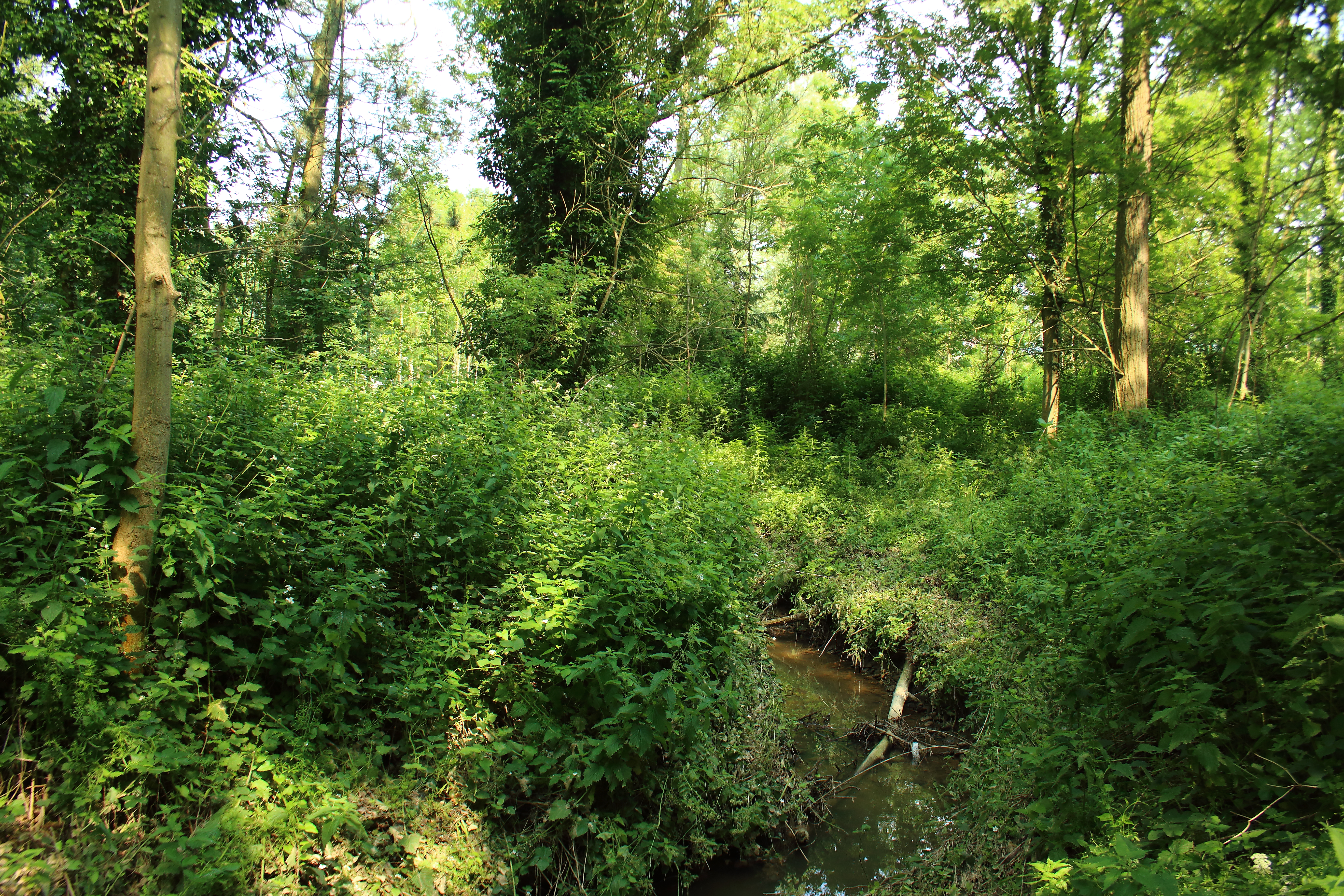
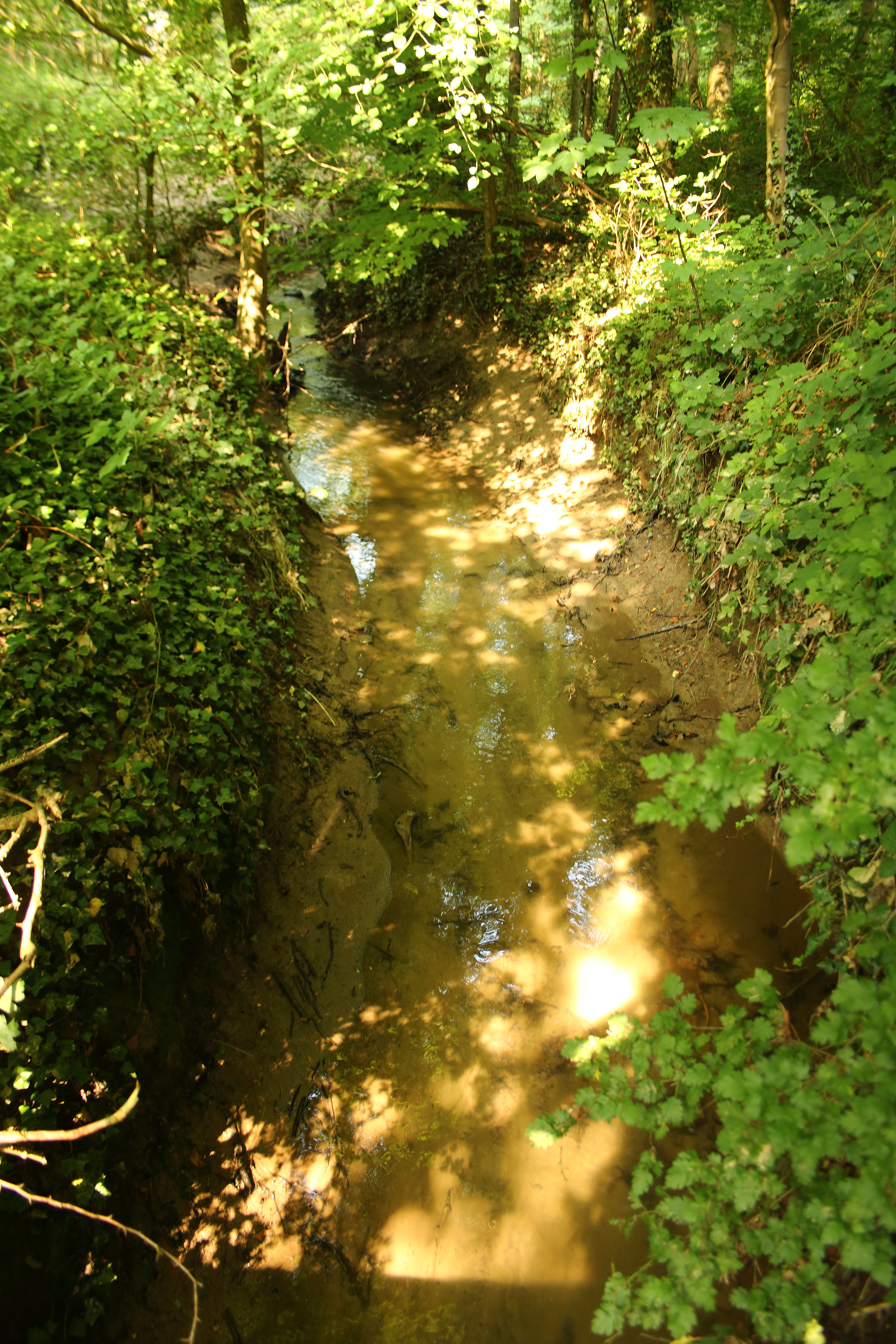
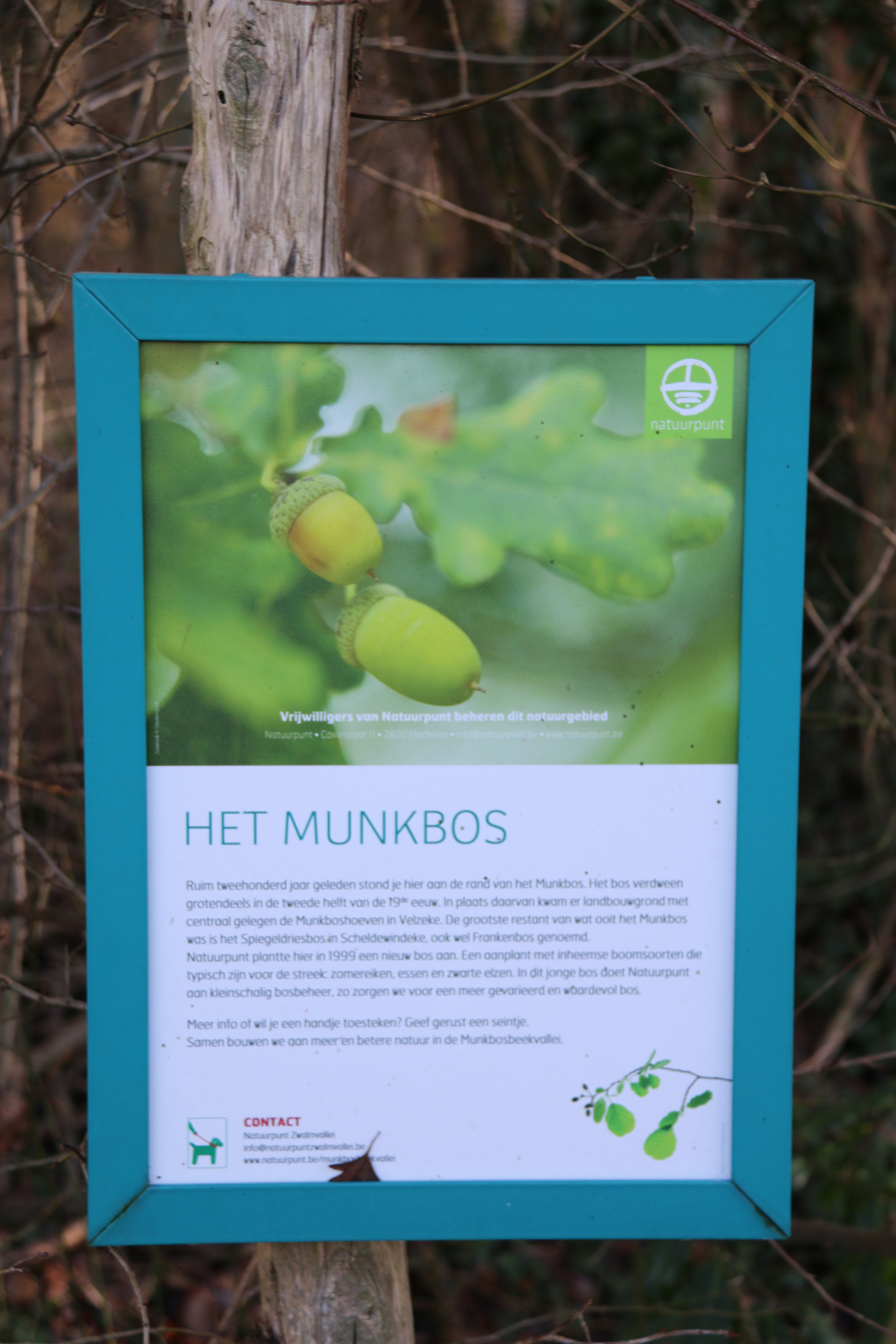
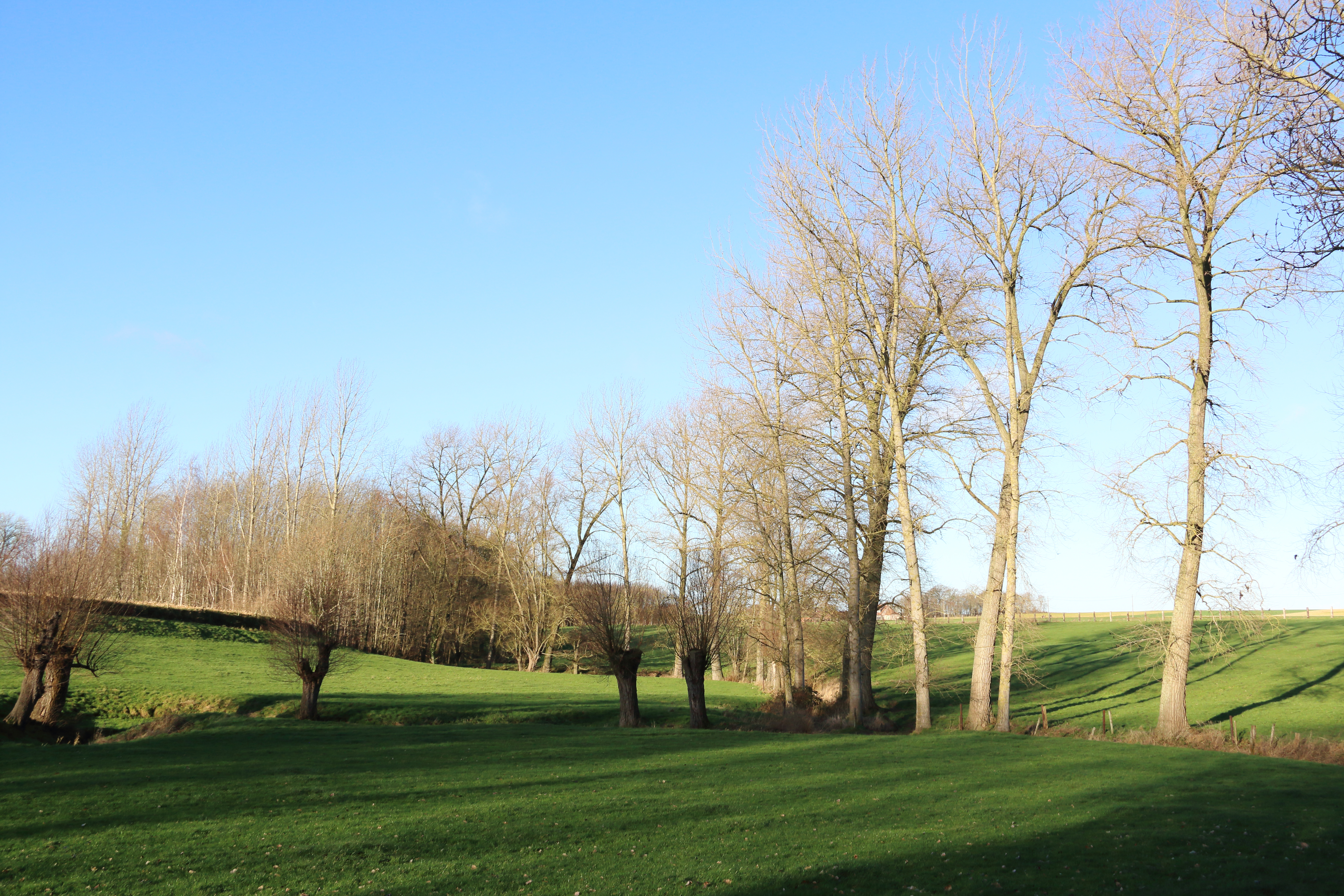